# Bejczy Antal
Bejczy Antal (Sinatelep (Ercsi), 1930. január 16. – Arcadia, Kalifornia, USA, 2015. június 25.) Magyarországról az Amerikai Egyesült Államokba kivándorolt fizikus, űrkutató, a Marsjáró egyik megalkotója.

## Ifjúsága
Az Ercsihez tartozó Sinatelepen született. Gyermekkorát a mai Besnyő területén, Göböljáráson töltötte, ahol édesapja, Bejczy Jenő főintéző volt. Középiskolába Kalocsára, a jezsuitákhoz járt. 1948-ban osztályelsőként ő mondta a ballagási beszédet, amelynek demokratikus hangvétele miatt egy napra bevitték a rendőrségre. Egyetemre nem mehetett, gyárban helyezkedett el szakmunkásként. Később esti tagozaton a Budapesti Műszaki Egyetem villamosmérnöki karának hallgatója lett.

## Pályája
1956-ban elhagyta az országot. Először Norvégiában telepedett le, ott folytatta tanulmányait. Diplomájának megszerzése után három éven át az oslói egyetemen tanított. 1963-ban az alkalmazott fizika doktora lett. 1966-ban – már norvég állampolgárként – NATO-ösztöndíjjal az Amerikai Egyesült Államokban tanult tovább a California Institute of Technology egyetemen. Már ott elkezdett foglalkozni a Marson történő leszállás problematikájával.
1969-től nyugdíjazásáig, 32 éven át dolgozott a  NASA kaliforniai Jet Propulsion Laboratory-jának (JPL) kutatójaként a távoli űrkutatás témáiban. Hajtóművekkel, űrhajóvezérléssel, telerobotikával foglalkozott. E mellett, a St. Louis-i Washington Egyetem robotika tanszékét vezette.
1971-től robotikával és távirányítással foglalkozott. Ő fejlesztette ki a Marsjáró, a Pathfinder űrjárműrobot távirányítási technikáját. 1997-ben mutatkozott be fő műve, a Marsjáró. A Sojourner több héten keresztül küldte az adatokat a Földre arról a körülbelül 100 négyzetméteres területről, amelyet bejárt.
1983-85-ben az Elektronikai és Villamosmérnökök Intézet robotikai és automatizálási bizottságának elnöke volt. 1987-ben közreműködött a robotikai és automatizálási társaság megalakításában. Hat szabadalom és több mint negyven újítás fűződik a nevéhez. Százhetven tudományos cikk szerzője, több könyv szerzője és társszerzője, több tucat tudományos konferencia előadója.
2010. március 20-án ő vette át a külföldön élő magyarok nevében a Magyar Örökség díjat, amelyet "a nemzetközi űrkutatásban való magyar részvétel", tehát a magyar űrkutatók közössége kapott.

## Kitüntetései
- Elektronikai és Villamosmérnökök Intézetének fellow grade-je (1987)
- Millenniumi érem (2000)
- Robotikai és automatizálási-díj (2008)
- Jean Vertut-díj (1987)
- NASA-érem (1991)